# Ернест Сека
Ернест Сека (фр. Ernest Seka, нар. 22 червня 1987, Кліші) — французький і гвінейський футболіст, центральний захисник клубу «Нансі» і національної збірної Гвінеї.

## Клубна кар'єра
У дорослому футболі дебютував 2010 року виступами за команду «Антант» з четвертого французького дивізіону, а з наступного року продовжив кар'єру у третьоліговому «Ле-Пуаре-сюр-Ві».
Згодом також на рівні третього за силою французького дивізіону захищав кольори «Ам'єна» і «Страсбура». У складі останньої команди 2016 року став переможцем дивізіону і здобув підвищення до Ліги 2, а ще за рік «Страсбур» тріумфував і на цьому рівні, підвищившись до елітного дивізіону.
Сезон 2017/18 відіграв у Лізі 1, після чого повернувся до виступів у другій лізі, перейшовши до «Нансі», де, як і в попередній команді, став одним з основних центральних захисників.

## Виступи за збірну
2018 року дебютував в офіційних матчах у складі національної збірної Гвінеї.
У складі збірної був учасником Кубка африканських націй 2019 року в Єгипті, де взяв участь у трьох іграх, а його команда вибула з боротьби на стадії 1/8 фіналу.